# Smallefjord
De Smallefjord is een fjord in het Nationaal park Noordoost-Groenland in het oosten van Groenland.

## Geografie
De fjord heeft een lengte van ongeveer 40 kilometer en een breedte van ongeveer anderhalve kilometer. Hij is ongeveer west-oost georiënteerd en voegt zich in het oosten samen met de Bredefjord tot de Ardencaplefjord. De laatste vijf kilometer in het westen van de fjord is deze noord-zuid georiënteerd.
Ten zuiden van de fjord ligt het C.H. Ostenfeldland.

### Gletsjers
In de fjord komen meerdere gletsjers uit, waaronder de Ejnar Mikkelsengletsjer, de Stejlgletsjer en de Canongletsjer.